# Mistrovství Evropy ve fotbale hráčů do 21 let 2009 – soupisky
Soupisky na Mistrovství Evropy ve fotbale hráčů do 21 let 2009, které se hrálo ve Švédsku.
| Zlato              | Stříbro           | Bronz             | Bronz              |
| ------------------ | ----------------- | ----------------- | ------------------ |
| Německo • Soupiska | Anglie • Soupiska | Itálie • Soupiska | Švédsko • Soupiska |

## Skupina A

### Bělorusko
Hlavní trenér:  Jurij Kurnenin
| Jméno                 | Datum narození | Datum úmrtí | Klub                 |
| Brankáři              | Brankáři       | Brankáři    | Brankáři             |
| --------------------- | -------------- | ----------- | -------------------- |
| Pavel Časnowski       | 4.3.1986       |             | FK Vitebsk           |
| Artem Gomelko         | 8.12.1989      |             | FK Lokomotiv Moskva  |
| Anton Kavalewski      | 2.2.1986       |             | FK Naftan Novolopock |
| Obránci               |                |             |                      |
| Mikalaj Asipovič      | 29.5.1986      |             | FK Partizan Minsk    |
| Aljaksandr Martynovič | 26.8.1987      |             | FK Dinamo Minsk      |
| Igor Šitov            | 24.10.1986     |             | FK BATE              |
| Aljaksandr Valadzko   | 18.6.1986      |             | FK BATE              |
| Sjarhej Kisljak       | 6.8.1987       |             | FK Dinamo Minsk      |
| Aleh Veracila         | 10.7.1988      |             | FK Dinamo Minsk      |
| Dzmitrij Verchawcov   | 10.10.1986     |             | FK Naftan Novolopock |
| Aljaksej Januškevič   | 15.1.1986      |             | FK Šachtěr Salihorsk |
| Andrej Chuchlej       | 2.10.1987      |             | FK Dinamo Minsk      |
| Záložníci             |                |             |                      |
| Maksim Bardačov       | 18.5.1986      |             | FK BATE              |
| Sjarhej Balanovič     | 29.8.1987      |             | FK Šachtěr Salihorsk |
| Sergej Krivec         | 8.6.1986       |             | FK BATE              |
| Michail Afanasjev -   | 4.11.1986      |             | FK Amkar Perm        |
| Aljaksandr Sačywka    | 5.1.1986       |             | FK Minsk             |
| Anton Pucila          | 10.6.1987      |             | FK Dinamo Minsk      |
| Sjarhej Hihevič       | 26.1.1987      |             | FK Dinamo Minsk      |
| Michail Sivakov       | 16.1.1988      |             | Cagliari Calcio      |
| Útočníci              |                |             |                      |
| Leanid Kovel          | 29.7.1986      |             | FK Saturn Ramenskoje |
| Dzmitrij Kamarowski   | 10.10.1986     |             | FK Naftan Novolopock |
| Vladimir Jurčenko     | 26.1.1989      |             | FK Saturn Ramenskoje |

### Itálie
Hlavní trenér:  Pierluigi Casiraghi
| Jméno               | Datum narození | Datum úmrtí                     | Klub              |
| Brankáři            | Brankáři       | Brankáři                        | Brankáři          |
| ------------------- | -------------- | ------------------------------- | ----------------- |
| Andrea Consigli     | 27.1.1987      |                                 | Atalanta BC       |
| Salvatore Sirigu    | 12.1.1987      |                                 | Palermo SSD       |
| Andrea Seculin      | 14.7.1990      |                                 | ACF Fiorentina    |
| Obránci             |                |                                 |                   |
| Marco Motta -       | 14.5.1986      |                                 | Udinese Calcio    |
| Marco Andreolli     | 10.6.1986      |                                 | AS Řím            |
| Domenico Criscito   | 30.12.1986     |                                 | Juventus FC       |
| Lino Marzorati      | 12.10.1986     |                                 | Empoli FC         |
| Paolo De Ceglie     | 17.9.1986      |                                 | Juventus FC       |
| Andrea Ranocchia    | 16.2.1988      |                                 | Janov CFC         |
| Francesco Pisano    | 29.4.1986      |                                 | Cagliari Calcio   |
| Salvatore Bocchetti | 30.11.1986     |                                 | Janov CFC         |
| Záložníci           |                |                                 |                   |
| Piermario Morosini  | 5.7.1986       | 14. dubna 2012 (ve věku 25 let) | L.R. Vicenza      |
| Ignazio Abate       | 12.11.1986     |                                 | Turín FC          |
| Claudio Marchisio   | 19.1.1986      |                                 | Juventus FC       |
| Antonio Candreva    | 28.2.1987      |                                 | Udinese Calcio    |
| Andrea Poli         | 29.9.1989      |                                 | UC Sampdoria      |
| Alessio Cerci       | 23.7.1987      |                                 | AS Řím            |
| Luca Cigarini       | 20.6.1986      |                                 | Atalanta BC       |
| Daniele Dessena     | 10.5.1987      |                                 | UC Sampdoria      |
| Útočníci            |                |                                 |                   |
| Robert Acquafresca  | 11.9.1987      |                                 | FC Inter Milán    |
| Sebastian Giovinco  | 26.1.1987      |                                 | Juventus FC       |
| Alberto Paloschi    | 4.1.1990       |                                 | Parma Calcio 1913 |
| Mario Balotelli     | 12.8.1990      |                                 | FC Inter Milán    |

### Srbsko
Hlavní trenér:  Slobodan Krčmarević
| Jméno              | Datum narození | Datum úmrtí | Klub                        |
| Brankáři           | Brankáři       | Brankáři    | Brankáři                    |
| ------------------ | -------------- | ----------- | --------------------------- |
| Željko Brkić       | 9.7.1986       |             | FK Vojvodina Novi Sad       |
| Bojan Šaranov      | 22.9.1987      |             | OFK Bělehrad                |
| Živko Živković     | 14.4.1989      |             | FK Metalac Gornji Milanovac |
| Obránci            |                |             |                             |
| Marko Jovanović    | 26.3.1988      |             | FK Partizan                 |
| Ljubomir Fejsa     | 14.8.1988      |             | FK Partizan                 |
| Nikola Petković    | 28.3.1986      |             | Eintracht Frankfurt         |
| Nikola Gulan       | 23.3.1989      |             | ACF Fiorentina              |
| Ivan Obradović     | 25.7.1988      |             | FK Partizan                 |
| Nenad Tomović      | 30.8.1987      |             | FK Crvena zvezda            |
| Nemanja Pejčinović | 4.11.1987      |             | FK Crvena zvezda            |
| Jagoš Vuković      | 10.6.1988      |             | FK Rad                      |
| Rajko Brežančić    | 21.8.1989      |             | FK Partizan                 |
| Milan Vilotić      | 21.10.1986     |             | FK Čukarički                |
| Záložníci          |                |             |                             |
| Gojko Kačar        | 26.1.1987      |             | Hertha BSC                  |
| Milan Smiljanić -  | 19.11.1986     |             | RCD Espanyol                |
| Zoran Tošić        | 28.4.1987      |             | Manchester United FC        |
| Nemanja Matić      | 1.8.1988       |             | FC VSS Košice               |
| Marko Milinković   | 16.4.1988      |             | FC VSS Košice               |
| Útočníci           |                |             |                             |
| Rade Veljović      | 9.8.1986       |             | CFR Kluž                    |
| Slavko Perović     | 9.6.1989       |             | FK Crvena zvezda            |
| Miralem Sulejmani  | 5.12.1988      |             | AFC Ajax                    |
| Dušan Tadić        | 20.11.1988     |             | FK Vojvodina Novi Sad       |
| Nemanja Tomić      | 21.1.1988      |             | FK Partizan                 |

### Švédsko
Hlavní trenér:  Tommy Söderberg
| Jméno                | Datum narození | Datum úmrtí | Klub                |
| Brankáři             | Brankáři       | Brankáři    | Brankáři            |
| -------------------- | -------------- | ----------- | ------------------- |
| Johan Dahlin         | 8.9.1986       |             | FK Lyn              |
| Pär Hansson          | 22.6.1986      |             | Helsingborgs IF     |
| Kristoffer Nordfeldt | 23.6.1989      |             | IF Brommapojkarna   |
| Obránci              |                |             |                     |
| Mikael Lustig        | 13.12.1986     |             | Rosenborg BK        |
| Mattias Bjärsmyr -   | 3.1.1986       |             | IFK Göteborg        |
| Rasmus Bengtsson     | 26.6.1986      |             | Trelleborgs FF      |
| Emil Johansson       | 11.8.1986      |             | Hammarby IF         |
| Per Karlsson         | 2.1.1986       |             | AIK Stockholm       |
| Pierre Bengtsson     | 12.4.1988      |             | AIK Stockholm       |
| Martin Olsson        | 17.5.1988      |             | Blackburn Rovers FC |
| Joel Ekstrand        | 4.2.1989       |             | Helsingborgs IF     |
| Záložníci            |                |             |                     |
| Andreas Landgren     | 17.3.1989      |             | Helsingborgs IF     |
| Gustav Svensson      | 7.2.1987       |             | IFK Göteborg        |
| Guillermo Molins     | 26.9.1988      |             | Malmö FF            |
| Labinot Harbuzi      | 4.4.1986       |             | Malmö FF            |
| Rasmus Elm           | 17.3.1988      |             | Kalmar FF           |
| Pontus Wernbloom     | 25.6.1986      |             | IFK Göteborg        |
| Emir Bajrami         | 7.3.1988       |             | IF Elfsborg         |
| Gabriel Özkan        | 23.5.1986      |             | AIK Stockholm       |
| Útočníci             |                |             |                     |
| Ola Toivonen         | 3.7.1986       |             | PSV Eindhoven       |
| Marcus Berg          | 17.8.1986      |             | FC Groningen        |
| Denni Avdić          | 5.9.1988       |             | IF Elfsborg         |
| Robin Söder          | 1.4.1991       |             | IFK Göteborg        |

## Skupina B

### Anglie
Hlavní trenér:  Stuart Pearce
| Jméno              | Datum narození | Datum úmrtí | Klub                       |
| Brankáři           | Brankáři       | Brankáři    | Brankáři                   |
| ------------------ | -------------- | ----------- | -------------------------- |
| Joe Hart           | 19.4.1987      |             | Manchester City FC         |
| Joe Lewis          | 6.10.1987      |             | Peterborough United FC     |
| Scott Loach        | 27.5.1988      |             | Watford FC                 |
| Obránci            |                |             |                            |
| Martin Cranie      | 23.9.1986      |             | Portsmouth FC              |
| Andrew Taylor      | 1.8.1986       |             | Middlesbrough FC           |
| Richard Stearman   | 19.8.1987      |             | Wolverhampton Wanderers FC |
| Nedum Onuoha       | 12.11.1986     |             | Manchester City FC         |
| James Tomkins      | 29.3.1989      |             | West Ham United FC         |
| Micah Richards     | 24.6.1988      |             | Manchester City FC         |
| Michael Mancienne  | 8.1.1988       |             | Chelsea FC                 |
| Kieran Gibbs       | 26.9.1989      |             | Arsenal FC                 |
| Záložníci          |                |             |                            |
| Lee Cattermole     | 21.3.1988      |             | Wigan Athletic FC          |
| James Milner       | 4.1.1986       |             | Aston Villa FC             |
| Craig Gardner      | 27.11.1986     |             | Aston Villa FC             |
| Mark Noble -       | 8.5.1987       |             | West Ham United FC         |
| Adam Johnson       | 14.7.1987      |             | Middlesbrough FC           |
| Fabrice Muamba     | 6.4.1988       |             | Bolton Wanderers FC        |
| Jack Rodwell       | 11.3.1991      |             | Everton FC                 |
| Andrew Driver      | 20.11.1987     |             | Heart of Midlothian FC     |
| Danny Rose         | 2.7.1990       |             | Tottenham Hotspur FC       |
| Útočníci           |                |             |                            |
| Gabriel Agbonlahor | 13.10.1986     |             | Aston Villa FC             |
| Theo Walcott       | 16.3.1989      |             | Arsenal FC                 |
| Fraizer Campbell   | 13.9.1987      |             | Manchester United FC       |

### Finsko
Hlavní trenér:  Markku Kanerva
| Jméno             | Datum narození | Datum úmrtí | Klub                      |
| Brankáři          | Brankáři       | Brankáři    | Brankáři                  |
| ----------------- | -------------- | ----------- | ------------------------- |
| Anssi Jaakkola    | 13.3.1987      |             | ACR Siena 1904            |
| Jon Masalin       | 29.1.1986      |             | Hamarkameratene           |
| Jukka Lehtovaara  | 15.3.1988      |             | Turun Palloseura          |
| Obránci           |                |             |                           |
| Ville Jalasto     | 19.4.1986      |             | Aalesunds FK              |
| Jukka Raitala     | 15.9.1988      |             | Helsingin Jalkapalloklubi |
| Jonas Portin      | 30.9.1986      |             | FF Jaro                   |
| Tuomo Turunen     | 30.8.1987      |             | FC Honka                  |
| Pyry Kärkkäinen   | 10.11.1986     |             | Helsingin Jalkapalloklubi |
| Joni Aho          | 12.4.1986      |             | FC Inter Turku            |
| Petri Viljanen    | 3.2.1987       |             | FC Haka                   |
| Joona Toivio      | 4.4.1988       |             | AZ Alkmaar                |
| Záložníci         |                |             |                           |
| Tim Sparv -       | 20.2.1987      |             | Halmstads BK              |
| Kasper Hämäläinen | 8.8.1986       |             | Turun Palloseura          |
| Mehmet Hetemaj    | 8.12.1987      |             | Panionios GSS             |
| Nicholas Otaru    | 15.7.1986      |             | FC Honka                  |
| Ilari Äijälä      | 30.9.1986      |             | Myllykosken Pallo-47      |
| Përparim Hetemaj  | 12.12.1986     |             | AEK Athény                |
| Juha Hakola       | 27.10.1987     |             | Heracles Almelo           |
| Jussi Vasara      | 14.5.1987      |             | FC Honka                  |
| Útočníci          |                |             |                           |
| Berat Sadik       | 14.9.1986      |             | Arminia Bielefeld         |
| Jarno Parikka     | 21.7.1986      |             | Helsingin Jalkapalloklubi |
| Aleksandr Kokko   | 6.4.1987       |             | FC Honka                  |
| Teemu Pukki       | 29.3.1990      |             | Sevilla FC                |

### Německo
Hlavní trenér:  Horst Hrubesch
| Jméno              | Datum narození | Datum úmrtí | Klub                     |
| Brankáři           | Brankáři       | Brankáři    | Brankáři                 |
| ------------------ | -------------- | ----------- | ------------------------ |
| Manuel Neuer       | 27.3.1986      |             | FC Schalke 04            |
| Florian Fromlowitz | 2.7.1986       |             | Hannover 96              |
| Tobias Sippel      | 22.3.1988      |             | 1. FC Kaiserslautern     |
| Obránci            |                |             |                          |
| Andreas Beck       | 13.3.1987      |             | TSG 1899 Hoffenheim      |
| Sebastian Boenisch | 1.2.1987       |             | Werder Brémy             |
| Benedikt Höwedes   | 29.2.1988      |             | FC Schalke 04            |
| Jérôme Boateng     | 3.11.1988      |             | Hamburger SV             |
| Dennis Aogo        | 14.1.1987      |             | Hamburger SV             |
| Mats Hummels       | 16.12.1988     |             | Borussia Dortmund        |
| Daniel Schwaab     | 23.8.1988      |             | SC Freiburg              |
| Marcel Schmelzer   | 22.1.1988      |             | Borussia Dortmund        |
| Záložníci          |                |             |                          |
| Patrick Ebert      | 17.3.1987      |             | Hertha BSC               |
| Sami Khedira -     | 4.4.1987       |             | VfB Stuttgart            |
| Ashkan Dejagah     | 5.7.1986       |             | VfL Wolfsburg            |
| Mesut Özil         | 15.10.1988     |             | Werder Brémy             |
| Marko Marin        | 13.3.1989      |             | Borussia Mönchengladbach |
| Fabian Johnson     | 11.12.1987     |             | TSV 1860 München         |
| Dennis Grote       | 9.8.1986       |             | VfL Bochum               |
| Daniel Adlung      | 1.10.1987      |             | VfL Wolfsburg            |
| Änis Ben-Hatira    | 18.7.1988      |             | MSV Duisburg             |
| Gonzalo Castro     | 11.6.1987      |             | Bayer 04 Leverkusen      |
| Útočníci           |                |             |                          |
| Sandro Wagner      | 29.11.1987     |             | MSV Duisburg             |
| Chinedu Ede        | 5.2.1987       |             | MSV Duisburg             |

### Španělsko
Hlavní trenér:  Juan Ramón López Caro
| Jméno                     | Datum narození | Datum úmrtí | Klub                 |
| Brankáři                  | Brankáři       | Brankáři    | Brankáři             |
| ------------------------- | -------------- | ----------- | -------------------- |
| Roberto Jiménez           | 10.2.1986      |             | Recreativo de Huelva |
| Sergio Asenjo             | 28.6.1989      |             | Real Valladolid      |
| Antonio Adán              | 13.5.1987      |             | Real Madrid Castilla |
| Obránci                   |                |             |                      |
| Miguel Torres             | 28.1.1986      |             | Real Madrid          |
| Nacho Monreal             | 26.2.1986      |             | CA Osasuna           |
| Marc Torrejón             | 18.2.1986      |             | RCD Espanyol         |
| César Azpilicueta         | 28.8.1989      |             | CA Osasuna           |
| Sergio Sánchez            | 3.4.1986       |             | RCD Espanyol         |
| Chico Flores              | 6.3.1987       |             | UD Almería           |
| Iván Marcano              | 23.6.1987      |             | Racing de Santander  |
| Záložníci                 |                |             |                      |
| Javi García               | 8.2.1987       |             | Real Madrid          |
| Javi Martínez             | 2.9.1988       |             | Athletic Bilbao      |
| Sisinio González Martínez | 22.4.1986      |             | Recreativo de Huelva |
| Raúl García -             | 11.7.1986      |             | Atlético Madrid      |
| José Manuel Jurado        | 29.6.1986      |             | RCD Mallorca         |
| Esteban Granero           | 2.7.1987       |             | Getafe CF            |
| Diego Capel               | 16.2.1988      |             | Sevilla FC           |
| Mario Suárez Mata         | 24.2.1987      |             | RCD Mallorca         |
| Pedro León                | 24.11.1986     |             | Real Valladolid      |
| Útočníci                  |                |             |                      |
| Bojan Krkić               | 28.8.1990      |             | FC Barcelona         |
| Xisco                     | 26.6.1986      |             | Newcastle United FC  |
| Jonathan Pereira          | 12.5.1987      |             | Racing de Santander  |
| Adrián López Álvarez      | 8.1.1988       |             | Málaga CF            |